# IJzerhard
IJzerhard (Verbena officinalis) is een overblijvende of soms eenjarige plant uit de ijzerhardfamilie (Verbenaceae).

## Kenmerken
IJzerhard heeft een dunne opgaande stengel en kan een hoogte van 100 cm bereiken waarbij de onderkant van de stengel zich verhout. Binnen de soort kan het behaarde blad verschillende vormen aannemen. De plant geurt niet en smaakt rauw en zonder bewerking onaangenaam bitter.
De bloeiaren beginnen in de bladoksels, de 3-5 mm grote trompetvormige bloempjes zijn zachtroze tot violet van kleur. De bloeitijd is van juni tot in de herfst. De bloeiaren zijn tenger, maar taai en buigzaam. De vrucht is een splitvrucht.

## Verspreiding
IJzerhard is de enige van nature in Nederland en België voorkomende vertegenwoordiger van de ijzerhardfamilie, ze is er tamelijk zeldzaam. Het verspreidingsgebied is oorspronkelijk Europa, het noorden en midden van Azië en het noorden van Afrika. Adventief heeft de plant zich over de hele wereld verspreid. In Nederland en België komt de soort voor in gebieden waar de bodem uit mergel bestaat en langs de grote rivieren, op spoorwegterreinen en andere plekken waar sprake is van een stikstofrijke, kalkrijke en stenige bodem. Ze staat bij voorkeur langs wegkanten, op of bij muren, heggen en ruigten op kalkhoudende, stikstofrijke, stenige grond.